# Des Reiches Krone
Des Reiches Krone ist eine historische Erzählung von Wilhelm Raabe, die im Frühjahr 1870 entstand und 1873 bei Hallberger in Stuttgart in der Sammlung „Deutscher Mondschein“ erschien. Zuvor war die Novelle im Oktober 1870 in der Illustrierten „Über Land und Meer“ abgedruckt worden.
Raabe lässt 1453 einen Nürnberger Veteranen zu Wort kommen. Der alt gewordene Kämpfer erzählt eine Begebenheit aus dem Jahr 1424. Seine damals ebenfalls junge Nachbarin Mechthild Grossin wendet sich vor den Toren der Stadt den Aussätzigen zu und wirkt fortan mitten unter ihnen als Mater Leprosorum.

## Inhalt
1453, in dem Jahr, als Byzanz fiel, wird eine Geschichte vorgetragen, die der Erzähler in seiner Jugendzeit erlebt hat.
Mechthild Grossin, 1400 geboren, wächst in Nürnberg zusammen mit dem Erzähler und seinem Freund, dem Junker Michel Groland vom Laufenholz, auf. Erzogen werden die drei Jugendlichen von Meister Theodoros Antoniades, einem Byzantiner, den die Türken von seiner Heimatinsel Chios vertrieben haben. Mechthilds Großmutter Anna beobachtet das Treiben der drei jungen Leute mit Wohlwollen. Anna war bereits um die Jahrhundertwende in Nürnberg Mater Leprosorum geworden.
Am 20. Oktober 1415 macht Magister Johannes Huß aus Böhmen auf der Reise nach Costnitz (Konstanz) in Nürnberg Halt. Nach der Verbrennung des Magisters am Bodensee wüten die Taboriten unter Johannes Ziska vom Kelch derart, dass der Kaiser den Kurfürsten Friedrich I. von Brandenburg nach Böhmen schickt, um die seit 1350 auf der Burg Karlstein verwahrten Reichskleinodien zu bergen. Des Reiches Krone soll ihren alten Platz im Schrein unter dem Portal zum Nürnberger Heiligen Geiste erhalten. In einer flammenden Rede fordert Mechthild die beiden jungen Ritter auf, von weiteren Studien der griechischen Sprache zunächst abzusehen und sich dem Kampf um Krone, Zepter und Schwert Caroli Magni anzuschließen. Die zwei Krieger nehmen an dem Feldzug, der im September 1422 über Saaz ins Böhmische führt, teil. Im Kampf gegen die Prager dringt das Reichsheer bis zum Karlstein vor. Der Erzähler kann daraufhin nach Nürnberg zurückkehren, während Ritter Michel zu der Mannschaft gehört, die die geborgenen Kleinodien auf die Blindenburg nach Ofen bringen soll. Denn mit der Herrlichkeit des Römischen Reiches Deutscher Nation ist es vorbei; Kaiser Sigismund muss die Schätze in der Fremde bei den Hunnen (Ungarn) deponieren.
Der Erzähler hat seit der Rückkehr aus Böhmen mit Mechthild ein Geheimnis. Im Angesicht des Reiches Krone auf dem Karlstein hatte der Erzähler auf Bitten Michels ein Gebet geflüstert. Darin hatte der Freund Mechthilds Liebe erfleht. Nun wartet Mechthild auf Michel.
Im Oktober 1423 kehrt Michel heim. Der Erzähler wird von der amtierenden Mater Leprosorum benachrichtigt und begibt sich auf das freie Feld zum Siechenkobel der Stadt. Die Begleitmannschaft der Reichskleinodien hatte sich in Ofen mit dem Aussatz angesteckt. Michel ist einer der wenigen Heimkehrer. Er kann sein Schwert nur noch als Krücke gebrauchen und ist durch die Krankheit so entstellt, dass ihn nicht einmal seine Mutter erkennen könnte. Michel fordert Stillschweigen. Der Erzähler darf insbesondere die Braut des Lebendigtoten nicht ins Bild setzen.
Als 1424 die Ankunft der Kleinodien in Nürnberg verkündet wird, muss der Erzähler jedoch handeln. Er bittet den byzantinischen Lehrer, die schwere Aufgabe zu übernehmen. Meister Theodoros Antoniades, dem die Türken Frau und Kinder umgebracht haben, erzählt Mechthild das Schreckliche.
Während der Ankunft des mit Schätzen beladenen Wagens in Nürnberg dürfen alle Aussätzigen der Stadt die Heiligtümer berühren. Bei der Gelegenheit tritt Mechthild auf Michel zu und nennt sich seine Braut, sein Weib. Als Mechthild die Kappe des Kranken zurückwirft, erschrickt der Erzähler. Wie die Lepra den Körper des Freundes verunstaltet hat!
Die Kleinodien erhalten ihren Platz im Spital zum Heiligen Geist. Mechthild bleibt unter den Aussätzigen und tritt die Nachfolge der Mater Leprosorum an. Später wird sie im Volke des Reiches Krone genannt. Der Erzähler zieht noch einmal in den Kampf gegen die Hussiten und nimmt an der verlorengegangen Schlacht bei Außig teil.

## Zitate
- „Da ich noch jung war, hab auch ich ein helles Licht im Trübsal gesehen.“[3]
- „Und ich sahe vor dem Schreine,... daß die Liebe wahrlich den Tod überwindet, ja Schlimmeres als den Tod zu einem Lachen macht!“[4]

## Rezeption
- Oppermann[5] zitiert Kunz[6]. Indem der Erzähler sich erinnere, besiege er „den Zweifel am Sinn des Lebens“. Das Thema verbietet die Ironie als Stilelement.
- Als Quelle habe Raabe ein Werk von J.H. von Falckenstein aus dem Jahr 1750 genommen. Hoppe hat in seinen Anmerkungen auf Fehler, die Raabe aus dieser Quelle übernommen hat, hingewiesen. Wilhelm Fehse hatte die Ungereimtheiten 1914 dokumentiert.[7]
- Die Formulierung in metrisch gebundener Form – ein Gedanke aus dem Jahr 1864 – habe Raabe 1870 verworfen.[8] In dem allerletzten Satz der Erzählung[A 2] sieht Fuld[9] einen Bezug auf die Tagesereignisse[A 3].

## Ausgaben

### Erstausgabe
- Deutscher Mondschein. Vier Erzählungen. 261 Seiten. Hallberger, Stuttgart 1873 (enthält: Deutscher Mondschein. Der Marsch nach Hause. Des Reiches Krone. Theklas Erbschaft oder die Geschichte eines schwülen Tages)

### Verwendete Ausgabe
- Des Reiches Krone. S. 321–378. Mit einem Anhang, verfasst von Karl Hoppe, S. 489–502 in Karl Hoppe (Bearb.), Hans Oppermann (Bearb.), Constantin Bauer (Bearb.), Hans Plischke (Bearb.): Erzählungen. Sankt Thomas. Die Gänse von Bützow. Theklas Erbschaft. Gedelöcke. Im Siegeskranze. Der Marsch nach Hause. Des Reiches Krone. Deutscher Mondschein. Vandenhoeck & Ruprecht, Göttingen 1976. Bd. 9.2 (2. Aufl., besorgt von Karl Hoppe), ISBN 3-525-20120-6 in Hoppe (Hrsg.), Jost Schillemeit (Hrsg.), Hans Oppermann (Hrsg.), Kurt Schreinert (Hrsg.): Wilhelm Raabe. Sämtliche Werke. Braunschweiger Ausgabe. 24 Bde.

### Weitere Ausgaben
Zumeist wurden folgende Angaben Meyen entnommen.
- 1907 brachte Schulze in Berlin eine Ausgabe im System Stolze-Schrey heraus.
- „Des Reiches Krone. Geschichtliche Erzählung von Wilhelm Raabe. Mit Anmerkungen von Karl Hahne.“ 64 Seiten. Hermann Klemm, Freiburg im Breisgau 1952: Klemms Schulausgaben. Zuvor: Berlin-Grunewald 1928 (159 S.) und 1931 (94 S.), Leipzig 1942, 1943 (94 S.)
- „Wilhelm Raabe. Des Reiches Krone. Novelle.“ 63 Seiten. Braun, Karlsruhe 1949 (Braunsche Schülerbücherei)
- „Wilhelm Raabe. Des Reiches Krone. Erzählung. Mit einem Nachwort von Gerhard Muschwitz.“ 78 Seiten. Reclam, Stuttgart 1970 (RUB 8368)